# Cesare Marchi
Cesare Marchi (Villafranca di Verona, 22 agosto 1922 – Villafranca di Verona, 7 gennaio 1992) è stato uno scrittore, giornalista e personaggio televisivo italiano.
Il suo nome resta legato anche al grande e inaspettato successo della sua opera più nota, Impariamo l'italiano.

## Biografia

### Un provinciale felice
Nato a Villafranca di Verona (la "Piccola Torino", come la chiamava talvolta), non se ne staccò mai del tutto. Marchi visse a Villafranca anche nel periodo del maggior successo, quando la Rai lo invitava a numerose trasmissioni televisive e gli editori se lo contendevano. Indro Montanelli arrivò a rimproverarlo spesso, bonariamente, di questo, durante le vacanze invernali passate insieme con lui e il comune amico Enzo Biagi a Cortina d'Ampezzo, ritenendo che il vivere in provincia ne ostacolasse la carriera. Alla fine Montanelli dovette rassegnarsi; anche per la morte improvvisa Marchi "scelse" Villafranca. Montanelli non poté, il giorno dei funerali, che andare a onorare la memoria dell'amico nel paese da cui non seppe e non volle staccarsi.

### Giornalista e scrittore
Dopo la laurea in Lettere all'Università di Padova, Marchi iniziò a lavorare come insegnante delle scuole medie. Per anni fu collaboratore prima de L'Arena di Verona, poi de Il Giornale ai tempi della direzione di Montanelli. Dotato di notevole spirito umoristico e satirico, ebbe in comune con il maestro del giornalismo italiano anche la mitica macchina per scrivere Olivetti Lettera 22; con Giovannino Guareschi, altro grande giornalista, l'umorismo. Già in giovane età fu uno degli autori nella Compagnia di Rivista villafranchese L'Aurora.
Fu anche saggista ma di lui i più ricordano probabilmente soprattutto i due libri seguenti: Impariamo l'italiano, dove si scagliò contro la burocrazia del linguaggio ripercorrendo le regole della lingua italiana, fornendo esempi al fine di semplificare l'apprendimento di alcune sottigliezze grammaticali che risultano ostiche ai più e dimostrando che il modo corretto di esprimersi è l'esatto contrario del "politichese" e del "burocratese"; e Siamo tutti latinisti dove analizzò tutti i modi di dire mutuati dal latino, corredandoli di un sintetico commento storico, bibliografico e grammaticale.

### In televisione
Della sua stagione televisiva in Rai si ricorda la presenza costante nella trasmissione Almanacco del giorno dopo. Collaborò anche al programma Unomattina, in cui teneva una rubrica giornaliera sulla lingua italiana, e curò i testi dello show di Gino Bramieri trasmesso sulle reti RAI nel 1987.

## Opere
- Dante in esilio (Longanesi, 1964)
- I Fatti di Bertoldo (Corev Verona) 1973, pubblicato con lo pseudonimo di Marce, Marchi Cesare;
- I Segreti delle cattedrali (Rizzoli, 1972);
- Boccaccio (Rizzoli, 1975);
- Facce di Bronzital (Rizzoli, 1978, in collaborazione con Ugo Marantonio);
- L'Aretino (Rizzoli, 1980);
- Giovanni dalle Bande Nere (Rizzoli, 1981);
- Dante (Rizzoli, 1982);
- Impariamo l'italiano (Rizzoli, 1984);
- Caro Montanelli (Rizzoli, 1985);
- Siamo tutti latinisti (Rizzoli, 1986);
- Grandi peccatori Grandi cattedrali (Rizzoli, 1987);
- Quando eravamo povera gente (Rizzoli, 1988);
- Non siamo più povera gente (Rizzoli, 1989);
- Quando siamo a tavola (Rizzoli, 1990);
- Quando l'Italia ci fa arrabbiare (Rizzoli, 1991);
- Finché dura l'equivoco (Rizzoli, 1992, pubblicato postumo con prefazione di Giulio Nascimbeni);
- In punta di lingua (Rizzoli, 1992, pubblicato postumo con prefazione di Giulio Nascimbeni).

## Premi vinti
Cesare Marchi ha vinto i seguenti premi letterari:
- Premio Bancarella;
- Dattero d'oro, premio del Salone Internazionale dell'Umorismo di Bordighera;
- Selezione Estense;
- Campione;
- Dodici Apostoli.